# Edificio Fnac
El edificio Fnac es un edificio esbelto de cinco plantas situado entre las calles Carmen y Preciados, en la plaza del Callao en Madrid. Fue construido en los años 1940, durante la posguerra, y es obra del arquitecto Luis Gutiérrez Soto.
En 1943 fue ocupado por Galerías Preciados. En la década de 1990 cambió de ocupante y se instaló la cadena Fnac.